# Xucurus
Os Xukurús   são um grupo indígena brasileiro, uma ramificação dos Tarairiús que habita a Serra do Ororubá, no município brasileiro de Pesqueira (Poção), estado de Pernambuco. Habitam a Terra Indígena Xukuru. Autodenominam-se Xukurú do Ororubá para distinguir-se do povo Xukuru-Karirí de Alagoas. Os povos Xukurú da Paraíba (denominadas Sucurus nesse estado e relacionadas às de Pernambuco e Alagoas). 
A palavra Xukurú do Ororubá, significa o respeito do indígena com a natureza, onde Uru é um pássaro que há na mata sagrada e Ubá é uma árvore sagrada.

## História
O município de Pesqueira tem suas origens no aldeamento do povo Xukurú, promovido pelos padres da Congregação do Oratório de São Felipe de Néri, a partir de 1661. O aldeamento também era local de criação de gado pelos missionários, que utilizavam mão de obra indígena.

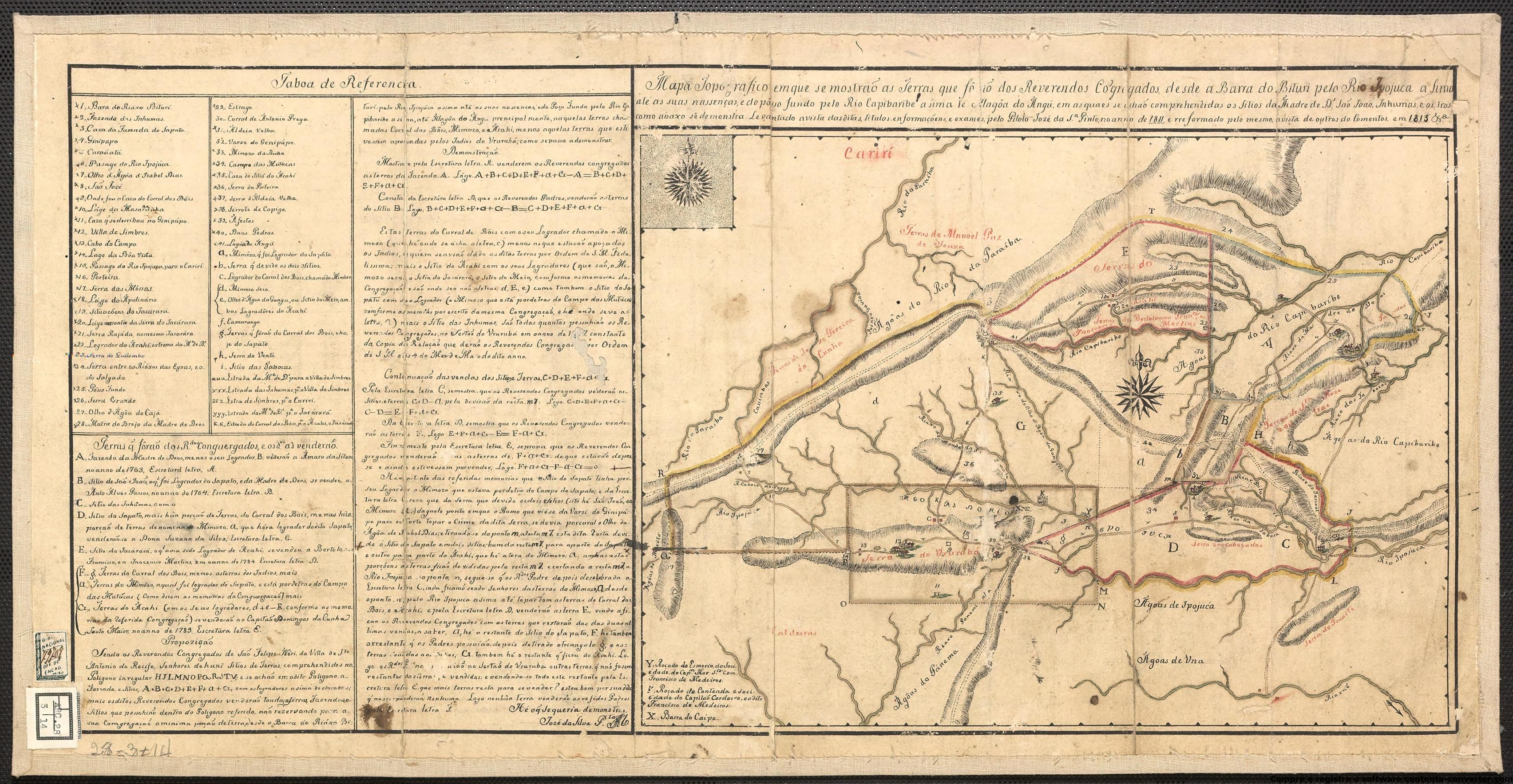
Terras dos índios na Serra do Ororubá e as outras terras da Congregação do Oratório, em 1813. Mapa de José da Costa Pinto.

Com a aplicação do Diretório dos Índios (1757) do Marquês de Pombal, o aldeamento foi elevado à categoria de vila, a Vila de Cimbres em 1762. Em 1880, Cimbres passa a ser distrito do município de Pesqueira.
Ao longo do tempo, a terra onde viviam os indígenas foi sendo ocupada por arrendatários, que expulsavam os índios. Em 1850, após a promulgação da Lei de Terras, as autoridades locais pediram ao governo da Província o fim do aldeamento, alegando que os índios já eram caboclos. Em 1879, o aldeamento foi extinto oficialmente.  Os indígenas se dispersaram, buscando outros ex-aldeamentos, a periferia das cidades ou refugiaram-se em locais de difícil acesso. Alguns ainda permaneceram em suas primitivas terras, trabalhando para os fazendeiros que agora detinham a posse.
Apesar do fim do aldeamento, os índios Xukurús mantiveram a prática de seus cultos religiosos ainda que proibidos.
Com a criação do Serviço de Proteção ao Índio, os povos indígenas do Nordeste brasileiro buscaram o seu reconhecimento pelo Estado. Segundo Edson Silva , os índios organizavam-se e iam a pé até o Rio de Janeiro, então capital federal, para garantir seus direitos. Em 1954, foi instalado um posto do SPI na Serra do Ororubá. Entretanto, os conflitos com os fazendeiros e posseiros perdurava, pois a política do órgão indigenista era assegurar aos índios pequenas áreas de terras, cercadas por não-índios.

### Religião
A religião dos Xukurú hoje é uma mistura entre as práticas e crenças de seus antepassados, e a religião católica. O deus Tupã e a deusa Tamain foram associados com o deus cristão, e com N. Srª. das Montanhas. Em seus cânticos eles gritam “Viva Tamaîn, Pai Tupã e o Cacique Xikão”. A festa de Tamaîn tem uma participação maior de pessoas, e ela é invocada como protetora dos Xukurús e de Cimbres.
O maior laço que une a tribo, até mais importante do que o parentesco, que acabou por se transformar em símbolo da resistência dos índios do Nordeste, é o Ritual do Tore. Este transcende a questão de passado, presente e futuro, porque nesse campo entidades como pajés e caciques que já foram plantados [faleceram] estão presentes e ganham corporeidade, seja pelo canto, seja na fala. O simbolismo do ritual e o respeito dispensado a ele – ensinados de pai para filho – são questões sagradas entre os Xucurus. No entanto, na prática, os cânticos da igreja são incorporados ao Toré, que é dançado dentro de uma igreja.

## Localização
O aldeamento dos remanescentes Xukurú está situado na Serra do Ororubá, a cerca de 8 km da cidade de Pesqueira, que se encontra na zona fisiográfica do Agreste, e dista 204 Km da capital do Estado, em linha reta.

### A Terra Indígena Xukuru
Reconquista
Após a promulgação da Constituição de 1988, que reconheceu aos índios o direito de usufruir da terra tradicionalmente ocupada por estes povos, os Xukurús reorganizaram-se em torno da reconquista da terra. Liderados pelo Cacique Chicão e apoiados por outros povos indígenas do Nordeste e organismos como o Conselho Indigenista Missionário (CIMI), órgão da CNBB, passaram a reocupar áreas de fazendas em terras de ocupação tradicional indígena.
De 1989 a 1998, Francisco de Assis Araújo, também conhecido por "Xikão" foi Cacique geral da tribo Xukurú. Durante esse período lutou, junto com sua tribo, contra a ocupação de suas terras por posseiros e grandes latifundiários da região de Pesqueira.
No dia 20 de maio de 1998, o Cacique Chicão foi assassinado a tiros em frente a residência de sua irmã na cidade de Pesqueira. O fazendeiro José Cordeiro de Santana, 65 anos, conhecido como Zé de Riva, foi condenado em maio de 2002 por ser o mandante do crime, descontente com a luta para a demarcação de terras para os Xukurús , 18 dias após a prisão Zé de Riva foi encontrado enforcado na carceragem da Superintendência da Polícia Federal em Recife. 
Hoje o Cacique Xikão é considerado herói para o povo Xucuru. Na festa anual de Nossa Senhora das Montanhas (Mãe Tamaîn), os índios carregam o andor dentro da igreja gritando: "Viva Tamaîn, Pai Tupã e o Cacique Xikão".
Na Serra do Ororubá vivem os índios Xukurú, em 25 aldeias, com uma população de 9.000 índios, segundo dados da Fundação Nacional de Saúde de 2006. A terra indígena, homologada em 30/04/2001, ocupa uma área de 27.555 hectares, dos quais 103.162 estão no município de Pesqueira e 21.118 estão no município de Poção (Pernambuco). Aí os índios desenvolvem atividades agrícolas e bordados tipo Renascença.
Além disto, no núcleo urbano de Pesqueira, habitam aproximadamente 200 famílias indígenas, sobretudo no bairro Xukurús. Os índios do bairro do Xukurús se dividiram devido há divergências entre os Xukurús de Cimbres (da Vila de Cimbres) e os Xukurús de Ororubá liderados pelo cacique Marcus Luidson. Em 2003, devido à morte de dois índios Xucurus de Ororubá, ocorreu um ataque destes aos Xukurús da Vila de Cimbres, eles chegaram armados e incendiaram casas onde se encontravam mulheres e crianças. Em 2009, 26 índios Xucurus de Ororubá foram condenados pelo ataque.

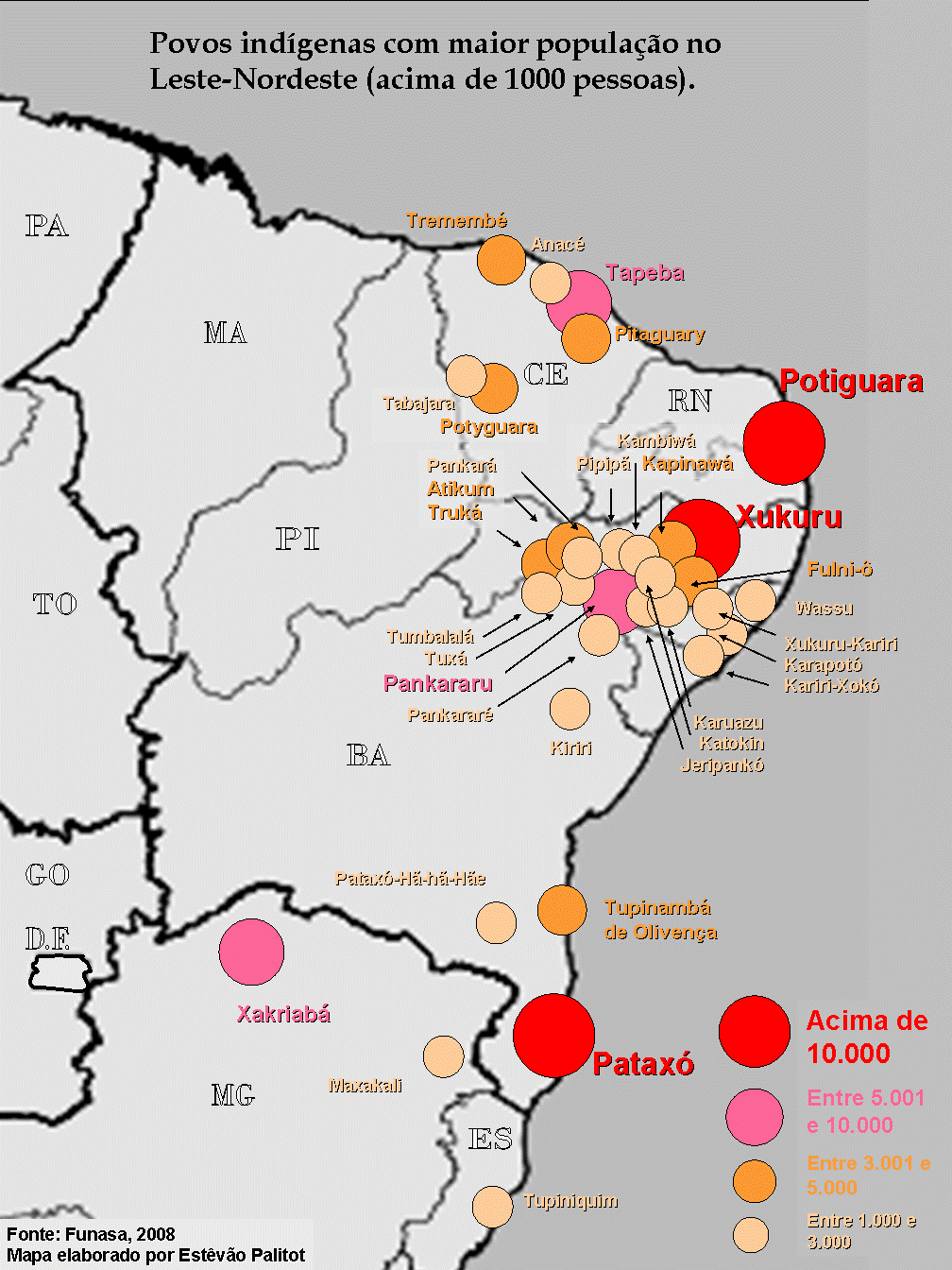
Etnia indígenas mais populosas no Leste-Nordeste.